# Glypta dakota
Glypta dakota là một loài tò vò trong họ Ichneumonidae.